# طاس‌کند
طاس‌کند، روستایی از توابع بخش مرکزی شهرستان تکاب در استان آذربایجان غربی ایران است.
روستا به دلیل ریسک قرارگیری در زیر سنگ و ریزش کوه با پس لرزه یا زلزله بر روی مردم به دو قسمت تقسیم شد که در وسط آن رودخانه ای قرار دارد و به نام‌های ده پایینی و ده بالایی شناخته می‌شود. 
جاده اصلی روستا از رودخانه ساروخ می‌گذرد و جهت دسترسی به آن اصلی‌ترین راه عبور از روستاهای: بادمحمود بعد از آن داشباغ و بعد قوجه و سپس طاسکند می‌باشد.

## جمعیت
این روستا در دهستان کرفتو قرار دارد و براساس سرشماری مرکز آمار ایران در سال ۱۳۸۵، جمعیت آن ۱۸۱ نفر (۳۱خانوار) بوده‌است.

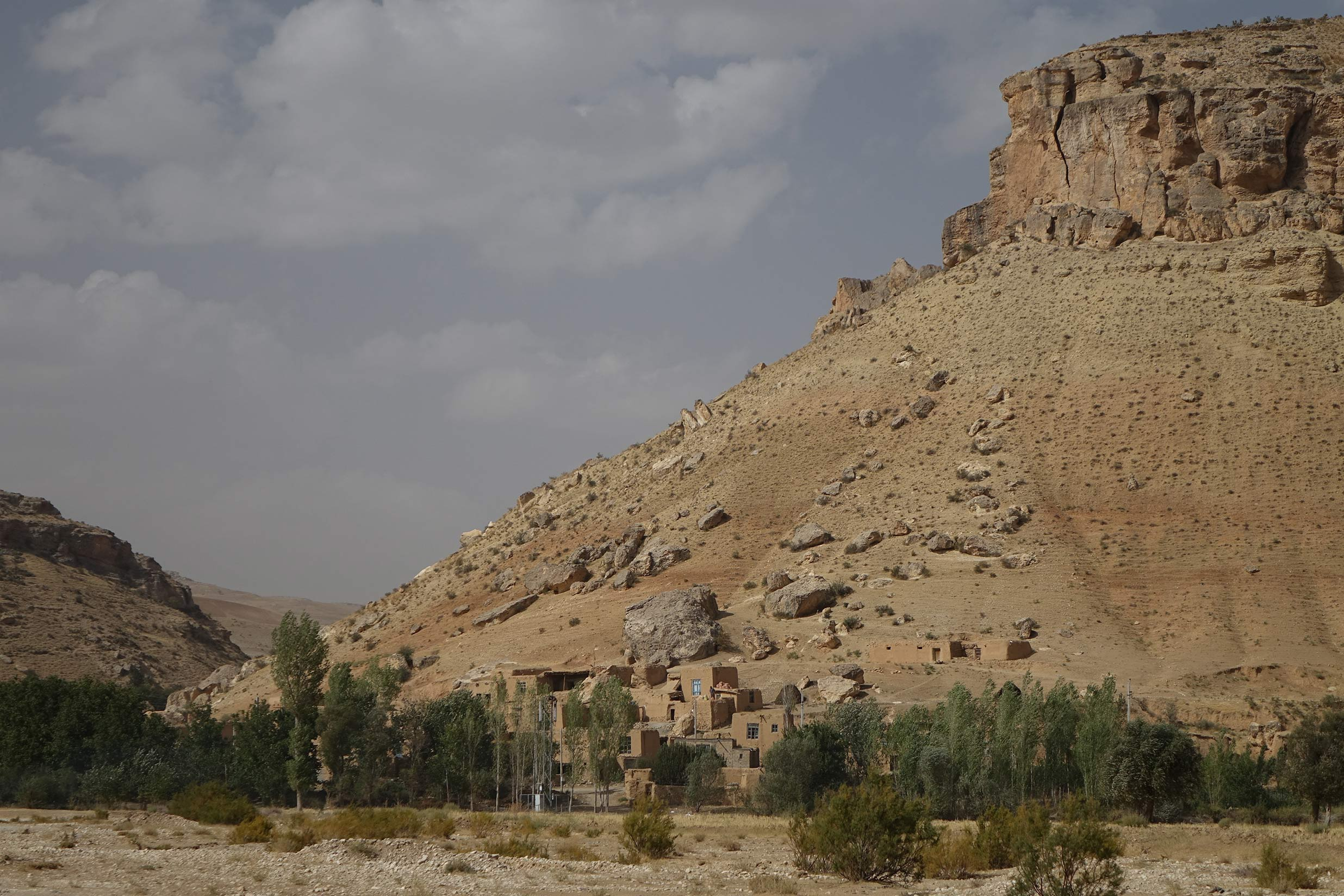
نمایی از روستای طاسکند که در آن ترک خوردن کوه بالای روستا و همچنین ریزش سنگ‌ها و خانه‌های روستا کامل واضح می‌باشد

## اقتصاد
بصورت کلی مردم در تابستان و پاییز کشاورزی و دامداری می‌کنند و سپس در بهار نیز در کوه‌های قلعه ساری قورخان و قره بابا مشغول حفاری می‌شوند. همچنین اکثر مردم روستا کاشت سیب نیز انجام می‌دهند.